# 札差
札差（ふださし）は、江戸時代に幕府から旗本・御家人に支給される米の仲介を業とした者。
浅草の蔵前に店を出し、米の受け取り・運搬・売却による手数料を取るほか、蔵米を担保に高利貸しを行い大きな利益を得た。札差の「札」とは米の支給手形のことで、蔵米が支給される際にそれを竹串に挟んで御蔵役所の入口にある藁束に差して順番待ちをしていたことから、札差と呼ばれるようになった。

## 札差の起こり
旗本・御家人たち蔵米取は、御蔵役所から米の支給の呼出しがあるまで、浅草御蔵の前で茶や団子を売っていた水茶屋や、いつも米を売り払っている米問屋の店先などで休んでいた。蔵米の受け取りや換金といった作業の代理をこれらの店が行うようになったのが札差の起源である。
元来、蔵米取は、俸禄米支給日に自ら浅草のお蔵に出頭し、蔵米を受取り、米問屋に売却したものであるが、それらの面倒な手続きを札差が代行してくれたのである。そのため、札差から借金をする必要がない者も蔵米の受取りと売却だけを依頼することが多かった。
彼らは蔵米支給日が近づくと、得意先の旗本・御家人の屋敷をまわって、それぞれ手形を預かっておき、御蔵から米が渡されると、食用の米を除いて残りの米を当日の米相場で現金化し、手数料を差引いて、現金と米を各屋敷に届けてやるのである。この場合、客である蔵米取の武士たちを札旦那と呼び、旗本・御家人は札差のことを「米蔵にある家」という意味で蔵宿と呼んでいた。

## 札差の収入
札差は、旗本・御家人が幕府から渡される米を受け取り運搬する仕事が本業であった。札差が旗本・御家人の代りに俸禄米を受取る手数料を札差料といい、蔵米100俵につき金1分であった。またこれを米問屋に売却する手数料を、売側（うりかわ）といって、同じく100俵で金2分と定められていた。札差の本業たる手数料の儲けは、蔵米100俵の受領と売却につき合計金3分となる。ただし、米の運搬等にかかる費用は札差の負担であった。
しかし、そのうち蔵米の受け取りを代行するだけではなく、旗本や御家人に蔵米を抵当にして金を用立てるという金融業務が、札差の重要な役割となっていった。金に困った武士は、自分の蔵宿である札差に、次回支給される蔵米の受領・売却を依頼すると確約し、借金をする。札差は蔵米の支給日に、売却した現金から手数料と右の借金の元利を差引き、その残りを武家の屋敷に届けるのである。札差はこうした札旦那を何人も持つことによって、米問屋としての性格のほかに、金融業者としても次第に力を持つようになっていった。

## 札差株仲間

### 株仲間の結成
享保8年（1723年）に浅草蔵前の札差109人が、南町奉行の大岡越前守御番所に株仲間結成を願い出て吟味を受け、さらに翌享保9年（1724年）5月、ほぼ認可の見通しを得て、さらに5ヶ条からなる願書を109人の連署をもって提出した。その願書から約2ヶ月後に札差株仲間は公許された。これ以後、株仲間による独占営業となり、それ以外の者が新規に札差となることはできなくなった。
ここに成立した109名の札差株仲間は、主として茅町・瓦町・福井町・旅籠町・天王町・蔵前片町・森田町・大護院門前・猿屋町に店があった。これらを御蔵前片町組・森田町組・天王町組の三組に分け「札差三組」と呼び、それぞれ31名・47名・31名が属した。各組から月番で行事（行司とも書く）5名ずつが出て、毎月の扶持米、春夏冬の三季に支給される俸禄米、幕府の財政上の支出米などについて、蔵前米相場を調べて店の前に張り出して公示することが義務づけられた。
株仲間起立当時の札差は、後年営業権である株を譲渡（売却）して廃業したり、欠落（かけおち）や処罰により株式を幕府に召上げられたりした者もある（この株を上り株という）。一方、屋号・名前をそのまま長く継続した札差は、仲間内で起立人（きりゅうにん）として最も重んぜられた家柄となった。

### 法定金利の制定
法定利息も決められ、「これから年一割半より高利貸し出し申す間敷候、それ以下は相対次第」つまり、年利15パーセントと定められた。札差たちは、享保9年5月の願書で、従来の年利率が25パーセントであったのを、20パーセントに下げると申し出たばかりであったが、さらに5パーセントを下まわる利率を押し付けられたのである。
しかし9月に入って惣札差連名で願書が提出された。組合結成時には年利15パーセントで請書を提出したが、その法定利率を上乗せして欲しいという趣旨である。何故なら、札差はすべて自前の資金で金貸しをしていたわけではなく、低利になってしまった結果、出資者がより高い利息を求めて庶民向けの高利の金融に流れてしまい、貸金調達が難しくなり御家人の希望通りの金融ができなくなってきたというのである。
これにより、当時の担当奉行だった大岡越前守忠相は、年1割半「以下」について「相対次第」としていたのを、同じ相対でも「少々高く」しても認めるとしたのであった。
「年一割半より高利には仰付けられがたく候。併しながら、この上少々の儀は借り主と相対次第に仕るべき由」
9月28日にはこのような請書を、惣札差連印で提出した。これにより札差株仲間結成以後の、蔵米担保の札差貸金利子は、公定の15パーセントに上乗せされ、年利18パーセントとなった。その後寛延2年（1749年）の冬切米から、公定の15パーセントに「相対次第」としてプラス3パーセントの助成料を受取ることが正式に認められ、以後合計18パーセントの年利は寛政改革まで続く。

### 札差株の変動
札差の株（営業権）は、文字通り千両株であったといわれる。もともと109人を限る御免株とされ、欠落人が出たりして空き株ができると、はじめは町奉行所が株を召上げて管理したが、のち株仲間で持つこととなって、新規開店希望者に分与することが可能となった。また転廃業する者が、新規希望者に株を売渡すことも行われるようになり、札差業が大いに繁栄するとともに、株価も高騰した。
しかし株仲間としては、札差業が次第に氏素性のまったく知れない者たちに拡散していくのを恐れており、株を譲渡する先を、仲間内の兄弟や子供、長年札差の家に奉公してきた者など信頼できる身内に限り、しかも住所を蔵前にするよう申合わせていた。また、札差の株を得たものは、109人であったが、常にその全員が営業していたのではない。これは当初のみならず、幕末までそうだったが、伊勢屋・板倉屋・和泉屋など、同じ屋号の多かったのは、最初に1人でいくつかの株を持っていて、後には弟とか次男とか或は長年勤務した使用人に分け与えたからである。
明和 - 天明（1764 - 88年）期、いわゆる田沼時代最盛期が札差業大繁栄の頃と目され、十八大通などの話題が騒がれた時期である。札差株は千両株をうたわれている頃であるが、株の売買譲渡の回数は多い。最も景気のよいと思われていた大通人の大口屋治兵衛が、伊勢屋太兵衛に株を譲り廃業するのも明和4年（1767年）11月である。
安永7年（1778年）「奥印金」（後述）を禁止した時、109人から79人に減じたこともあったが、その後再び増え始め、寛政期の棄捐令発布時（1789年9月）には札差は96組であった。その後の札差株の変動は、寛政 - 享和（1789 - 1803年）の14年間はほぼ1年に1株で札差業者の数は少なくとも表面上96人から減っていない。札差株の価格も4 - 500両に下落したと言われるが、株の譲渡率も上昇したわけではなく、廃業者続出ということも事実ではない。
このあと文化・文政（1804 - 1829年）の江戸文化最盛期は、さらに札差株は移動が少なく、棄捐令が発布されて以後、全体的に札差株の移動頻度は、それ以前よりむしろ漸減していた。
札差株仲間も天保年間に発令された株仲間の解散令の例外ではなく、この時より希望者は誰でも札差業を開くことができるようになったが、実際には新規開業者は現れず、嘉永4年（1851年）株仲間が再興されても、江戸札差の顔ぶれはほとんど変わりなかった。
このように、世の移り変りと幕府の施政により、繁栄を誇っていた蔵前の札差も次第に衰微し、札差株も幕末には250 - 300両にまで下落した。

## 札差の繁栄
旗本・御家人に多年にわたり金融を続け、多額の利潤を得た札差は、次第に武士に対し無礼な態度をとるようになっていった。借金を申し込んできた旗本らを2階の狭い部屋に通し、長い間待たせておいて応対は手代たちに任せる。直接会いたいと言っても、病気や外出中等と理由をつけて面会せず、自分は日夜、遊興にふけっていた（この手代というのは後述する対談方のことである）。また、天明から寛政のころ（1781 - 1801年）になると、娘を「お譲様」女房を「御新造様」と本来なら武家が使う呼び方で呼ばせるようになった。
札差株仲間結成後、月番で行事の役が回ってきた時、浅草御蔵の中の口という詰所に出仕して御蔵の米切手の出入の取扱いを行った。この月番行事には札差自身が出向いていたが、それ以外の業務は全て手代に任せ、儲けた金銀を遣い捨てることを常とするとまで言われた。この月番行事でさえ、当初は手代に任せていたのだが、寛政の改革時にそのことを咎められ自ら出仕することと決められた。詰所においても、用向は手代に取扱わせて、自身は弁当代に1ヶ月100両使い、他の月番の者達と江戸中の有名店の珍味を取寄せ、遊里で遊ぶことを語りあい、退屈紛れに賭け碁や賭け将棋をし、小判を並べて博奕をすることまであったという。
当時、芝居小屋や吉原に出入りしては粋（いき）を競い、豪遊を行った町人を通人（つうじん）と呼んだが、中でも「十八大通」と呼ばれた人々がおり、その多くは札差連中であった。歌舞伎の演目「助六」のモデルとも言われている大口屋暁雨などが有名である。

## 蔵宿師と対談方
旗本・御家人は、年を経るごとに札差からの借金がかさみ、翌年・翌々年の蔵米までも担保として押えられ、それらの借金を返済するあては全く無くなっていくようになる。そうなると、札差の側も新たな融資にはなかなか応じなくなる。
そこで腕の立つ浪人ややくざ者を一時的に家来として雇い、これを札差の店にさし向けて強引に金を借り出そうとする。この札差ゆすり専門家を、蔵宿師（くらやどし）または単に宿師（やどし）と称した。寛政の改革の際に札差の貸金仕法が改正された後には、旗本・御家人の隠居や子弟が蔵宿師となることも多くなった。
寛政7年（1795年）、札差の訴えにより町奉行所の役人が巡回し、悪質な蔵宿師10数名を捕えて重追放以下の刑に処したが、蔵宿師は跡を絶たなかった。
これに対し、札差の方でも、やはり腕っぷしの強い、いさみ肌の若者を手代として雇って蔵宿師に対抗させ、反対に脅して引き取らせてしまうようにした。これを対談方（たいだんかた）という。対談方の中には1人で50 - 200両もの給金を受け取る者もいた。また腕が立ち、借金を巡って暴力沙汰になっても、逆に相手を容易にねじ伏せてしまうほどの者だったという。
札差からの借金で首の回らなくなった旗本・御家人は他にも、借金の担保に入っている切米を、札差が受け取る前に直接受け取ってしまい自分の物としてしまうこともあった。これを直取り（じかどり、じきとり）または直差（じきさし）と言う。借金は帳消しにはならないが、これでとりあえず収入は確保できることになる。ここでもまた、直取りを代わって請負う浪人者などが現れた。明和3年（1766年）に札差は幕府に訴え、3年後にようやく直取りの全面禁止が認められることとなった。
この手が使えなくなると御家人は、転宿（てんやど）といって付き合いのある札差を替えることを始めた。しかし、転宿は前の札差の借金を精算しないとできないため、ここでも札差との交渉のため蔵宿師を雇うことがあった。

## 札差の不正利得

### 利益
札差は旗本・御家人に対する貸付金の利息を年15パーセントから18パーセントに抑えられたが、様々な方法で多くの利益を得ていた。

### 奥印金
第1が奥印金（おくいんきん）で、これは自分名義で金融するならば規定通りの利子しか得られないが、貸すべき資金が不足だといって、架空の名前の金主を作り、自分はその保証人となって借金証文に奥印を押してやるという方法である。こうすれば札差と旗本の貸借関係ではないから、年利15パーセントから18パーセントという規定に縛られずに済む。

### 礼金
第2に、自分が金元の仲立ちをしてやり、保証印まで押してやったことを恩に着せて、礼金を取る。これが通常、貸金額の1、2割である。しかも利子とともに先引きするのが一般であった。

### 月踊り
返済期日は通常、次期の俸禄米（春借米・夏借米・冬切米）支給日であるが、奥印金の場合は金主の都合があるからといって、支給前の、なるべく旗本が苦しい頃を見込んでおく。したがってほとんど返済が不可能になる。すると札差は再び恩に着せて、元利合計を新しい元金として、借金証文を書き替えてしまう。その際、旧証文期間の最後の月を、新証文の最初の月に組み込んでしまうことも行われた。つまり、その月については、1ヶ月分の利子を二重に取るのである。
当時の金利計算は1日単位ではなく月単位で行われており、借りた日が何日であろうと1ヶ月分の利息を取っていた。お定めの金利は年利計算で1割5分（1割8分）だが、それを月単位で計算するのである（例えば25日に返済の請求をし、返済が出来ないということで月内に新たに契約をし直せば1ヶ月で2ヶ月分の利息を稼げることになる）。
これを月踊り（つきおどり）といい、札差のみならず、当時の江戸の高利貸業者たちも同様の手口を使っていた。しかもその証文の書き替えごとに改めて貸し金額の1、2割の礼金を取ったのである。

### 札差への出資者
寛政改革時に棄捐令を画策していた頃、町奉行所で密かに札差の営業調査をしてみたところ、当時は自己資金だけの営業者が少なく、経営の「上之分」に入る札差は数人という報告を得たという（97軒中、自己資金で営業しているもの7軒、相応の営業をしているもの22軒、借金で営業をしているもの68軒）。奥印金として貸付けていた金は、実際には他人の金であった場合が多かったのである。
その金主は、裕福な商人や中世から続く公家や寺院であった。しかし自前の資金や町人からの金を貸す時も、公家や寺院から名目だけを借りたのである。このような金を名目金（みょうもくきん）と言う。旗本・御家人が名目金を借りられるように仕組み、札差はその保証をして手数料を取っていたのである。
三田村鳶魚は「倒れや腐れが出来た時は、それを金主の方へ押し着けてしまう」と書いており、当時貸倒れで泣いたのはお金を出した金主だったらしい。つまり貸借契約はあくまで金主と債務者の関係であって、それを取り次ぐ札差は都合よく口銭を稼いでいたのであった。

### 追徴米の横領
札差の中には追徴米の横領も行う者もいた。
地方から年貢米として運ばれてきた米俵を、屑米が混入した不良米として蔵役人が納入する農民を脅すことがあった。折角運んできたので、何とかなるよう哀願すると、蔵役人は札差と相談しろと言う。農民が札差に相談すると、札差は蔵役人と談合し、2割引で納めるよう話が決まったとして、一応納入させた。その後に2割の追徴米が来ると、これを札差と蔵役人が折半して懐に入れるという手段である。

## 株仲間組織改編
安永7年（1778年）7月18日に町奉行所の命で行われた株仲間の組織改編で、天王町・森田町・片町の三組を三町とも30人ずつとし、一町を6組に分けて各組5人とし、そのうち1人ないし2人を月行事とした。さらに各町30人の上に、町奉行が指名する組役を2人ずつ置くと決められた。
組織の細分化にあたり、組替えの申渡しの第1項に公定の利子率（年利18パーセント）を守り、高利礼金や奥印金の禁止、第2項では諸役向き勤め方を札差主人自身が勤め、「武家へ対し不作法之儀これ無き様」という文言がある。この改編の目的は札差による搾取や武家に対する無礼を抑止することだったのである。
組織を改編して約3ヶ月後の10月、仲間奥印金の制が発足する。これは実際に金融資金に不足している札差が、仲間内で融通しあう方法である。規定以上の高利で貸付ける奥印金を厳禁したため、かえって札差から十分な金融が得られなくなったり、あるいは札差に旗本・御家人への金融拒否の口実を与えたりしないための制度であった。その貸付仕方によると、仲間奥印金は札旦那への金融額の3割に止め、7割以上は自己資金たること、年利15パーセントで融通を受け、札旦那へは規定の18パーセントで貸付けることなどとなっている。
この行事による取締役制度は天明7年（1787年）に廃止されたが、三町組・各6組・1組5人編成は、幕末までほぼ同じであった。

## 棄捐令
寛政の改革の一環として出された棄捐令は、札差・御家人達の札差からの借金を、発布された1789年より6年以前（1784年）までの分は帳消し、5年以内（1785 - 1789年）の分は利子をこれまでの年利18パーセントから3分の1の年利6パーセントに下げ、永年賦とするという法令である。
また、資金不足に陥った札差達のために、資金を貸し下げる猿屋町御貸付金会所（札差御改正会所）の設立についても、この時に決められた。
これにより、当時の96軒の札差達は平均して1万両以上の債権放棄を強いられることとなり、中には経営が出来なくなり閉店同様になる店もあった。
当初、借金を棒引きにしてもらった武士達は、老中松平定信に感謝していたが、札差側からの一斉締め貸し（金融拒否）により生活が困窮し、逆に幕府の政策を恨むようになった。

## 天保の改革における札差仕法改正
棄捐令で札差借金の棒引きを命じてから53年、化政期を経て札差は再び隆盛し、旗本・御家人たちの借金は寛政の頃と同じかそれ以上に増大していた。
天保の改革における株仲間解散の約半年後の天保13年（1842年）8月、当時の札差91人は連盟して、自ら貸金の公定利率年12パーセントを、10パーセントに下げたいと願い出た。この願い出は容認されたが、町奉行所から「個別に年賦などに契約更改した借金などは、無利子・永年賦などにして、蔵米取の武士が差支えないように取計らうように」という注文を受けることになってしまった。
さらに、翌14年（1843年）5月には、地方知行の旗本・御家人が、年貢を担保に前借りしている公的金融機関、郡代貸付金の借金を、半分棄捐、半分無利子・年賦、と大幅に軽減する御触が出された。札差としては、地方知行者が受けたと同じような有利な措置を、蔵米取の旗本・御家人に対して考慮しなければ不公平と非難されるため、同年9月に札差達は、また自らの仕法改正を願い出る。それは、6年前までの貸付で、すでに個別に公定の利子より安くし年賦などにしている分は無利子とし、知行100俵につき5俵ずつの返済（原則は20年賦）とする。5年前以後の貸付についても軽減するという内容である。
これらの申し出は、札差から幕府に対する恭順の意であり、自分達の稼業を改革の矛先からそらすための申し出であったが、天保14年12月14日に発令された無利子年賦返済令は、これまでの未払いの債権を全て無利子とし、元金の返済は原則として20年賦とするという厳しいものであった。この法令の発布後、札差（当時91軒）の半数以上にあたる49軒が閉店してしまった。
幕府はこれに対し、札差に2万両の資金貸下げをし、当時の有力な札差達に仲間内に融資をはかるよう諭し、御用達商人15人に新たに札差を開業するよう命じた。閉店を宣言した49軒の札差のうち38軒が再開店したが、新規に開業した者は5人にとどまった。

## 札差の衰退
天保の改革の後も、旗本・御家人の札差に対する借金は増え続けた。そんな折、天保の無利子年賦令から20年後の文久2年（1862年）冬、旗本・御家人の未償還の債務を、年利10パーセントから7パーセントに下げ、返済は金額に応じて10年・20年と年賦にする安利（やすり）・年賦済み仕法が発布された。ただし、この当時、借財の増えた旗本・御家人からは、ある限度以上の償還はほとんど行われにくくなっていたことから札差の動揺もさほどではなく、逆に旗本らの中にはかえって負担が増大する者もあった。
安利年賦返済令から5年後の慶応3年（1867年）の大政奉還とそれに続く戊辰戦争を経て徳川幕府は倒れた。廃藩置県後の秩禄処分により、旗本・御家人は家禄を失い、新政府は幕臣の負債は引き受けなかった。札差は貸し倒れとなり、顧客を失って廃業した。
明治元年（1868年）12月、浅草蔵前の一帯は大火に襲われ、札差の家々はこれを機にほとんど没落してしまったという。維新以後、近代的な資本として生まれ変わった店は極めて少なく、またかつての札差のような繁栄も見られなかった。

## 蔵前以外の札差
江戸の札差株仲間が成立した享保9年（1724年）、甲州が新たに幕府領に編入され、9月には270名の甲府勤番が主に小普請組の旗本御家人によって編成され、甲府に派遣された。勤番士のうち40名が軽輩ながら蔵米取であり、その禄高合計は1万石であった。少人数かつ少額であるが、これまで江戸札差に蔵宿を依頼してきた勤番士もおり、甲府出立前に支度金を用立てた者もいた。そのため8月中より甲府在勤者への札差業を開きたい旨、江戸札差から願い出ていた。12月に提出された江戸札差5人の願書には、甲府商人8人が札差業を希望していたとあり、同年末に甲府商人7人による甲府札差仲間が認許された。
札差料・売側ともに100俵につき金2分ずつ、貸付利子は年利1割5分から2割と決められた。ただし、札差業を彼等が独占できたわけではなく、人数の変動は江戸の札差以上に大きかった。